# Seznam osebnosti iz Občine Vodice
Seznam osebnosti iz Občine Vodice vsebuje osebnosti, ki so se tu rodile, delovale ali umrle.

## Humanistika
- Jernej Kopitar, jezikoslovec (1780, Repnje pri Vodicah – 1844, Dunaj)
- Ivan Urbanec, prevajalec in narodni delavec (1852, Selo pri Vodicah – 1886, Ptuj)
- Franc Trost, glasbenik, šolnik, učiteljeval v Vodicah, v Vodicah ustanovil in vodil svoj pevski zbor (1857, Benetke – 1940, Ljubljana)
- Julij Slapšak, mladinski pisatelj, slovenski učitelj in publicist, poučeval v Vodicah (1874, Rogačice – 1951, Ljubljana)
- Cene Kranjc, slavist, novinar, urednik, knjižničar in publicist (1911, Repnje – 1993, Golnik)
- Fran Petre, literarni zgodovinar, slavist (1906, Repnje pri Vodicah – 1978, Ljubljana)
- Jože Ciperle, zgodovinar, muzealec in arhivist (1947, Vodice)
- Janez Kranjec, novinar in urednik (1918, Utik – 1967, Ljubljana)
- Marijan Peklaj, filozof, biblicist, prevajalec in profesor, prejemnik občinskega priznanja leta 2019 (1943, ?)

## Književnost
- Valentin Zarnik, pisatelj, pravnik, politik (1837, Repnje – 1888, Ljubljana)
- Jakob Alešovec, pisatelj, dramatik, satirik in novinar (1842, Skaručna – 1901, Ljubljana)
- Franc Hubad, narodopisni in mladinski pisatelj, pedagoški delavec, etnolog (1849, Skaručna – 1916, Ljubljana)
- Milena Juriševič, mladinska pisateljica, vzgojiteljica (1954, Vodice)

## Religija
- Peter Aleš, duhovnik, narodnogospodarski pisatelj, strokovni pisec (1786, Vodice – 1868, Trst)
- Andrej Bohinc, duhovnik in nabožni pisatelj (1795, Zapoge – 1871, Cerklje na Gorenjskem)
- Jakob Burja, duhovnik, pesnik in pisatelj, bil župnik v Zapogah (1803, Spodnji Tuhinj – 1874, Ježica)
- P. Sigismund Jeraj, duhovnik, učitelj v ljudski šoli (1809 Zapoge – 1882 Novo mesto)
- Jakob Bohinc, duhovnik, dekan, profesor teologije (1831, Zapoge – 1858, Braslovče)
- Franc Kosec, duhovnik, kanonik, bogoslovni pisec, politik (1843, Vojsko – 1924, Trst)
- Janez Tavčar, duhovnik in skladatelj (1843, Podgora  – 1916, Šinkov Turn)
- Matija Bilban, slovenski duhovnik v Ameriki (1863, Zapoge – 1937, Duluth, Minnesota, Združene države Amerike)
- Janez Kalan, duhovnik, urednik in pisatelj, 1909 je bil župnik v Zapogah (1868, Suha, Škofja Loka – 1945, Ljubljana)
- Vodiška Johanca, njeno pravo ime je Ivana (Ivanka) Jerovšek, verska sleparka (1885, Repnje pri Vodicah – 1919, Ljubljana)

## Umetnost
- Matej Tomc, podobar in rezbar, v cerkvi sv. Nikolaja v Zapogah je naredil glavni oltar (1814, Šujica – 1885, Šentvid pri Ljubljani)
- Angela Trost, glasbena pedagoginja (1833, Vodice – 1962, Ljubljana)
- Matija Koželj, slikar, poslikal notranjost cerkev sv. Marjete v Vodicah in cerkev sv. Nikolaja v Zapogah (1842, Vesca – 1917, Kamnik)
- Raimund Jeblinger, arhitekt, zgodovinar, naredil načrt za cerkev sv. Marjete v Vodicah (1853, Peterskirchen – 1937,  St. Peter am Hart); na nemški Wikipediji
- Fran Ksaver Tončič, kipar, podobar, v cerkvi sv. Nikolaja v Zapogah upodobil dva kipa (1865, Črni Vrh, Idrija – 1919, Kamnik)
- Matej Hubad, skladatelj, pianist, orglar, pevec in pedagog (1866, Povodje pri Skaručni – 1937, Ljubljana)
- Fran Pavlin, fotograf (1872, Bukovica pri Vodicah – 1945, Jesenice)
- Anton Trost, pianist, violončelist, glasbeni pedagog (1889, Vodice – 1972, Dunaj)
- Ivan Trost, violinist, glasbeni pedagog (1891, Vodice – 1982, Ljubljana)
- Stanko Kocelj, kipar, slikar, režiser ljudskih iger, vojak (1912, Vodice – 1944, Lesce)
- Samo Hubad, dirigent (1917, Ljubljana – 2016, Skaručna)

## Naravoslovje
- Josip Hubad, naravoslovec (1850, Vodice – 1906, Veliki Lošinj, Hrvaška)
- Franc Štupar, (tudi Frančišek), agrokemik, esperantist (1862, Vodice – 1936, Vodice)

## Gospodarstvo
- Katarina Šporn, veleposestnica, posestvo preuredila za jezuite, danes tam Red šolskih sester v Repnjah (1821, Vodice – 1908 Ljubljana)
- Aco Franc Šuštar, politik in komercialist, župan občine Vodice (1968, Ljubljana)